# (885) Ульрика
(885) Ульри́ка (лат. Ulrike) — астероид главного пояса, который был открыт 23 сентября 1917 года российским астрономом Сергеем Ивановичем Белявским в Симеизской обсерватории, в Крыму и назван, предположительно, в честь Ульрики фон Леветцов (1804—1899). В период 1821—1823 годов она отвергла предложение о браке от известного немецкого поэта Иоганна Вольфганга фон Гёте. Печаль поэта выражена в его стихотворном произведении Marienbader Elegie.

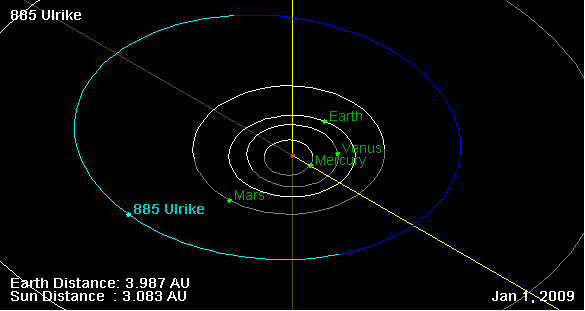
Орбита астероида Ульрика и его положение в Солнечной системе.

Астероид не пересекает орбиту Земли и обращается вокруг Солнца за 5,43 юлианских лет.